# Zirkonová vlákna

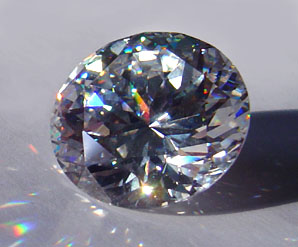
Vybroušený syntetický oxid zirkoničitý – zirkonia

Zirkonová vlákna jsou keramický textilní materiál vyrobený na bázi oxidu zirkoničitého (ZrO2).

## Výroba
Pokusy se zvlákňováním zirkonu jako materiálu s vysokou ohnivzdorností začaly koncem 80. let minulého století.
Výchozí látkou k výrobě je oxid zirkoničitý, který se dá získat velmi nákladným způsobem z přechodného kovu ZrSiO4 a nahrazuje se proto také syntetickou zirkonií (viz snímek vpravo). K oxidu zirkoničitému se zpravidla přidává 5–10 % stabilizačních látek (např. vápník nebo yttrium).
Jedna z výrobních technologií spočívá v extrudování vodnaté směsi zirkonu a stabilizátoru s polymerem (např. PVA). Po zvláknění se tato směs zahřívá a sintruje.
Podrobnosti technologie a rozsahu výroby nebyly dosud popsány v žádné odborné publikaci. Známé je pouze, že se vlákno vyrábí s průřezem 4–10 µm ve formě filamentu (na tkaniny a pleteniny) nebo stříže (k výrobě netkaných textilií).

## Vlastnosti
Vlákno je polykrystalin s bodem tavení 2593 °C, snáší trvale teplotu 1649 °C, má tažnou pevnost 2,07 GPa, modul pružnosti 344 a vynikající odolnost proti účinku chemikálií. Zirkonová vlákna patří k nejdražším ohnivzdorným materiálům.

## Použití
Výrobci (např. Zircarzirconia) nabízejí běžná vlákna z zirkonu stabilizovaného 10 % yttria, pro zvláštní účely se dodává také zirkon bez stabilizátoru.
Z plošných textilií ze zirkonu byly v roce 2006 známé
- Vpichované plsti o váze cca 300–600 g/m² (alternativně také směs zirkonu s oxidem křemičitým)[4]
- Zátažné pleteniny o váze cca 200 g/m² [5]
- Tkaniny v plátnové a atlasové vazbě cca 300–770 g/m² [6]

Plošné textilie mohou být vyztuženy povrstvením sloučeninou hliníku nebo jako méně tuhé pláty plněny křemenným práškem
Jako možné uplatnění plošných textilií udává výrobce:
– separátory v bateriích a palivových článcích
– izolace k posílení žáruvzdornosti kovových ploch
– izolace pecí k výrobě růstem krystalů
– filtrování horkých plynů
– podklad k sintrování kovového prášku nebo ve spojení s tavením křemenného skla